# María del Puy
María del Puy Alonso González, conocida artísticamente como María del Puy (Pamplona, 1941 - Madrid, 25 de noviembre de 2015), fue una actriz española.

## Biografía
Titulada en piano por el Real Conservatorio Superior de Música de Madrid, siguió también estudios de declamación en la Real Escuela Superior de Arte Dramático y en la Escuela Superior de Cine.

## Cine
Con algunas incursiones en el cine, su carrera se desarrolló sobre todo en teatro y televisión. En la pantalla grande trabajó a las órdenes de Edgar Neville en Mi calle (1960) de Luis César Amadori, en Mi último tango (1960) o de Fernando Fernán Gómez en Yo la vi primero (1974).

## Teatro
Sobre los escenarios, interpretó decenas de personajes, entre los cuales pueden destacarse: Pato a la naranja (1972), de William Douglas-Home, Caimán (1981), de Antonio Buero Vallejo, con Fernando Delgado, Un hombre en la puerta (1984), con Manuel Gallardo, Un enemigo del pueblo (1985), de Henrik Ibsen, La puerta del ángel (1986), de José López Rubio, con dirección de Cayetano Luca de Tena y junto a Carmen Rossi, Los tres etcéteras de Don Simón (1997) de José María Pemán, junto a Juanjo Menéndez o La calumnia (2004), en versión de Fernando Méndez-Leite, con Fiorella Faltoyano y Cristina Higueras.

## Doblaje
Desde 1956 prestó su voz, como actriz de doblaje, a algunas de las más destacadas estrellas del cine internacional, por citar algunas: Marilyn Monroe, Shirley MacLaine, Liza Minnelli, Geraldine Chaplin, Ingrid Bergman, Jane Fonda, Katharine Hepburn, Ursula Andress, Brigitte Bardot, Julie Christie, Joan Collins, Doris Day, Olivia de Havilland, Samantha Eggar, Laura Gemser, Audrey Hepburn, Mabel Karr, Deborah Kerr, Sophia Loren o Jaclyn Smith en las dos primeras temporadas de Los ángeles de Charlie. Considerada como una de las grandes damas del doblaje por su excelente voz y su gran calidad interpretativa.

## Radio
Trabajó en radio, como actriz de voz y como guionista: en Radio Intercontinental (1957-1958), Radio Nacional de España y Radio Madrid. 

## Televisión
Finalmente, desarrolló una prolífica carrera en televisión, especialmente en las décadas de los sesenta y setenta, durante el apogeo del teatro televisado. Se cuentan por decenas sus papeles en espacios clásicos como Estudio 1 o Novela. Su labor en la pequeña pantalla la hizo merecedora del Premio Ondas en 1963.

### Trayectoria en TV
| - El comisario - El infierno de Dante (14 de enero de 2005) - A Electra le sienta bien el luto (1986) - La comedia dramática española - El vuelo de la cometa (21 de agosto de 1986) - La Puerta del Ángel (2 de octubre de 1986) - Teatro breve - Margot y el diablo (8 de enero de 1981) - Mujeres insólitas - El ángel atosigador (1 de febrero de 1977) - El Teatro - Yo estuve aquí otra vez (7 de octubre de 1974) - Ficciones - Katrina (6 de enero de 1972) - Cuatro entrevistas (9 de febrero de 1974) - Estudio 1 - Bobosse (24 de agosto de 1966) - Son las doce, Doctor Schweitzer (19 de diciembre de 1967) - La desconcertante señora Savage (19 de marzo de 1968) - El chico de los Winslow (29 de enero de 1970) - Edén Término (26 de noviembre de 1971) - El pensamiento (10 de diciembre de 1971) - La viuda valenciana (28 de abril de 1975) - Hedda Gabler (10 de noviembre de 1975) - Anna Christie (15 de marzo de 1976) - Celos del aire (25 de abril de 1979) - Jano (16 de diciembre de 1979) Jessica - Salsa picante (18 de mayo de 1980) - Cuatro historias de alquiler (3 de enero de 1983) - Todo en el jardín (31 de julio de 1984) - La mosca en la oreja (14 de agosto de 1984) - Páginas sueltas - El último encuentro (24 de noviembre de 1970) | - Personajes a trasluz - Macbeth (8 de septiembre de 1970) - Hora once - El crimen de lord Arthur Savile (13 de febrero de 1970) - Diana en negro - La esposa del jugador (9 de enero de 1970) - Teatro de siempre - Andrómaca (13 de febrero de 1969) - La tejedora de sueños (30 de marzo de 1970) - Los Encuentros - De lo soñado a lo vivo (30 de julio de 1966) - Historias de mi barrio - El psiquiatra (26 de febrero de 1964) - La Noche al hablar - En la boca del león (10 de enero de 1964) - Primera fila - Me casé con un ángel (12 de julio de 1963) - La Navidad en la plaza (24 de diciembre de 1963) - Casa con dos puertas es mala de cerrar (18 de marzo de 1964) - Proceso de Jesús (25 de marzo de 1964) - La reina muerta (27 de mayo de 1964) - Una muchachita de Valladolid (12 de mayo de 1965) - Novela - El amor lleva gafas de sol (9 de junio de 1963) - La llama y la ceniza (28 de marzo de 1966) - Fue en Molokai (1 de abril de 1968) - Biografía de Doña Jimena (9 de febrero de 1969) - Amor de sombras (8 de julio de 1974) - Las cerezas del cementerio (11 de abril de 1977) - El crimen de lord Arthur Savile (8 de mayo de 1978) - Cuarto de estar (1963) - Gran Parada (1961) |